# 金霞站
金霞站是长沙地铁1号线的地铁车站，位于中华人民共和国湖南省长沙市开福区芙蓉北路与青竹湖路交叉口，为1号线北延一期工程的一个站，2023年12月29日開始試運行，2024年6月28日开通运营。
车站建设时期工程名为青竹湖路站。
金霞站共有2个出入口。

## 车站结构
车站为高架三层岛式车站结构。

### 车站楼层
| 地上 三层 |                                     | 1号线列车往金盆丘（下一站：金盆丘） |  |
| 地上 三层 | 岛式月台，左边车门将会开启          |                                     |  |
| 地上 三层 | 1号线列车往尚双塘（下一站：鵝羊山） |                                     |  |
| 地上 二层 | 站厅层                              | 站厅、售票机、客服中心              |  |
| 地上 一层 | 出入口                              | 1、2號口                            |  |

## 车站出口
金霞站共设2个出口，各出口及周围设施如下所示：
| 出口编号                              | 照片 | 无障碍设施 | 通往道路                           | 可到达目的地 | 备注 |
| ------------------------------------- | ---- | ---------- | ---------------------------------- | ------------ | ---- |
| 出口 · 1L · 升降机标志 · 扶手电梯标志 |      |            | 芙蓉北路（西侧） 青竹湖路 新安寺路 |              |      |
| 出口 · 2L · 升降机标志 · 扶手电梯标志 |      |            | 芙蓉北路（东侧） 青竹湖路 华宁路   |              |      |
| 註： 設有 \| 設有扶手電梯             |      |            |                                    |              |      |